# Rolofilin
Rolofilin (KW-3902) je eksperimentalni diuretik koji deluje kao selektivni antagonist adenozinskog A1 receptora.